# Villa de Don Fadrique (kommun)
Villa de Don Fadrique är en kommun i Spanien.   Den ligger i provinsen Toledo och regionen Kastilien-La Mancha, i den centrala delen av landet, 100 km söder om huvudstaden Madrid. Antalet invånare är 4 102.